# Deus, Pátria, Autoridade
Deus, Pátria, Autoridade (1975) é um filme português de Rui Simões (cineasta), um documentário de longa-metragem de actualidades históricas que retrata o regime ditatorial de António de Oliveira Salazar.
Estreou no cinema Universal, em Lisboa, a 21 de Fevereiro de 1976.

## Ficha sumária
- Argumento: Rui Simões (cineasta)
- Realizador: Rui Simões
- Produtores: Instituto Português de Cinema e RTP
- Formato: 35 mm p/b
- Género: documentário (histórico)
- Duração: 103’
- Distribuição: Instituto Português de Cinema
- Estreia: em Lisboa, no cinema Universal, a 21 de Fevereiro de 1976

## Sinopse
Uma desconstrução da ideologia fascista através de três dogmas fundamentais assinalados no discurso de Oliveira Salazar, em 1936: «Não discutimos Deus e a virtude. Não discutimos a Pátria e a Nação. Não discutimos a Autoridade e o seu prestígio».
Feito sobretudo de material de arquivo, de filmes de actualidades, a narrativa surge na montagem, analisando os principais acontecimentos históricos em Portugal, desde a queda da monarquia, em 1910, até à Revolução dos Cravos, numa perspectiva social de luta de classes.

## Ficha técnica
- Argumento: Rui Simões (cineasta)
- Realizador: Rui Simões
- Assistentes de realização: Manuela Serra e Francisco Henriques
- Produtores: Instituto Português de Cinema e RTP
- Colaboradores: Artur da Costa, Alice Pinto, Noémia Delgado, José Pedro Andrade dos Santos, J.M. Diogo, Raymond Fromont, Matilde Ferreira
- Animação: Geneviève Antoine e Mário Jorge
- Fotografia: Acácio de Almeida, Gérard Collet, José Reynès, Francisco Henriques
- Directores de som: Luís Martins e Rui Simões
- Música: Carmina Burana  de Carl Orff
- Sonoplastia e misturas: Rui Simões
- Montagem: Dominique Rolin
- Assistente de montagem: Manuela Serra
- Rodagem: 1975
- Laboratório de imagem: Ulyssea Filme
- Laboratório de som: Nacional Filmes
- Materiais de arquivo: Ulyssea Filme, RTP, Emissora Nacional
- Formato: 35 mm p/b
- Género: documentário (histórico)
- Duração: 103’
- Distribuição: Instituto Português de Cinema
- Estreia: em Lisboa, no cinema Universal, a 21 de Fevereiro de 1976

## Festivais e mostras
- 28ª Mostra Brasileira de Cinema[ligação inativa] (2004)
- 31ª Mostra Internacional de Cinema[ligação inativa] de S. Paulo
- VI Jornadas Independentistas Galegas (2007)